# Honk- en softbalvereniging Adegeest
HSV Adegeest is een honk- en softbalvereniging uit Voorschoten in de Nederlandse provincie Zuid-Holland.

## Clubgeschiedenis

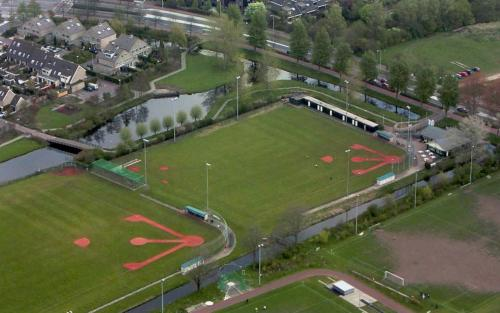
Honk- en softbalvelden op Sportpark Adegeest

De vereniging werd op 17 februari 1986 opgericht in Voorschoten en speelt sinds enkele jaren haar thuiswedstrijden op het Sportpark Adegeest waar een softbalveld, een honkbalveld en een beeballveld ter beschikking van de vereniging zijn.

## Teams
De vereniging heeft twee honkbalherenteams, drie softbaldamesteams, twee softbalherenteams en jeugdteams softbal en honkbal alsmede twee beeballteams en een recreantenteam. Het eerste honkbalteam speelt in de tweede klasse C, het eerste damessoftbalteam komt uit in de eerste klasse B.